# Bataille de Port Walthall Junction
Guerre de Sécession
Batailles
Campagne de Bermuda Hundred
- Port Walthall Junction
- Swift Creek
- Chester Station
- Proctor's Creek
- Ware Bottom Church

La bataille de Port Walthall Jonction s'est déroulée les 6 et 7 mai 1864, entre les forces de l'Union et confédérées pendant la campagne de Bermuda Hundred de la guerre de Sécession,. Bien qu'à l'origine victorieux, les confédérés sont finalement battus, permettant aux forces de l'Union de couper le chemin de fer.

## Bataille
En conjonction avec l'ouverture de la campagne de l'Overland du lieutenant général Ulysses S. Grant, l'armée de la James du major général Benjamin Butler, forte de 33000 hommes, débarque des transports à Bermuda Hundred, le 5 mai, menaçant le chemin de fer de Richmond-Petersburg.
Le 6 mai, la brigade du brigadier général confédéré Johnson Hagood arrête initialement les approches fédérales à Port Walthall Junction.
Le 7 mai 1864, une division de l'Union déloge les brigades de Hagood et du brigadier général Bushrod Johnson du dépôt et coupe le chemin de fer à Port de Walthall Junction. Les défenseurs confédérés retraitent derrière le Swift Run Creek, et attendent des renforts. Néanmoins, la coupure du chemin de fer ne s'étend que sur une trentaine de mètres (100 pieds) et peut être réparées facilement.

## Conséquences
Les pertes de l'Union sont supérieures à 300, celles des confédérés inférieures à 200, principalement dans la brigade de Hagood.